# Daniil Shamkin
Daniil Dmitriyevich Shamkin (en russe : Даниил Дмитриевич Шамкин), né le 22 juin 2002 à Saint-Pétersbourg en Russie, est un footballeur russe. Il joue au poste de milieu offensif au FK Kamaz en prêt du Zénith Saint-Pétersbourg.

## Biographie

### Carrière en club
Natif de Saint-Pétersbourg en Russie, Daniil Shamkin est formé par le club de sa ville natale, le Zénith Saint-Pétersbourg. À l'âge de 15 ans, il fait ses débuts dans l'équipe de jeunes du Zénith, qui est composée de joueurs de deux à trois ans plus âgés. À 16 ans, il marque trois buts au mémorial de Granatkin, et aide l'équipe nationale de Saint-Pétersbourg à remporter ce tournoi pour la première fois de son histoire. 
Il commence à s'entraîner avec l'équipe première à l'automne 2019. Le 14 mars 2020, il réalise sa première apparition en professionnel, à l'occasion d'une rencontre de Premier-Liga, face au FK Oural Iekaterinbourg. Il entre en jeu à la place de Magomed Ozdoïev ce jour-là, et son équipe s'impose largement sur le score de sept buts à un.
Cette saison-là, il devient champion de Russie, remportant ainsi le premier titre de sa carrière.
Le 24 novembre 2020, Shamkin joue son premier match de Ligue des champions, contre la Lazio de Rome. Il entre en jeu à la place de Aleksandr Yerokhine lors de cette rencontre perdue par son équipe sur le score de trois buts à un.
Le 21 juillet 2021, Shamkin est prêté au Baltika Kaliningrad, en deuxième division russe, pour l'ensemble de la saison 2021-2022.
Le 2 juillet 2022, Daniil Shamkin est prêté pour une saison au FK Kamaz.

### Carrière internationale
Avec les moins de 17 ans, il inscrit un doublé face à la Géorgie en octobre 2018. La Russie s'impose sur le très large score de 7-1 dans ce match des éliminatoires de l'Euro. L'année suivante, il participe à la phase finale du championnat d'Europe des moins de 17 ans organisée en Irlande. Lors de cette compétition, il joue deux matchs, contre l'Islande et le Portugal, où il dispute à chaque fois une mi-temps. Avec un bilan peu reluisant de trois défaites en trois matchs, la Russie ne dépasse pas le premier tour du tournoi.
Avec les moins de 18 ans il joue deux matchs en 2019.

## Vie personnelle
En mars 2020, il déclare avoir pour idole Andrés Iniesta et Xavi.

## Statistiques
| Saison                | Club                     | Championnat           | Championnat | Championnat | Coupe(s) nationale(s) | Coupe(s) nationale(s) | Compétition(s) continentale(s) | Compétition(s) continentale(s) | Compétition(s) continentale(s) | Total | Total |
| Saison                | Club                     | Division              | M.          | B.          | M.                    | B.                    | Comp.                          | M.                             | B.                             | M.    | B.    |
| 2019-2020             | Zénith Saint-Pétersbourg | D1                    | 4           | 0           | -                     | -                     | -                              | -                              | -                              | 4     | 0     |
| 2020-2021             | Zénith Saint-Pétersbourg | D1                    | 3           | 0           | -                     | -                     | C1                             | 2                              | 0                              | 5     | 0     |
| Total sur la carrière | Total sur la carrière    | Total sur la carrière | 7           | 0           | 0                     | 0                     | -                              | 2                              | 0                              | 9     | 0     |

## Palmarès
Zénith Saint-Pétersbourg
- Championnat de Russie (2)
  - Champion : 2019-2020 et 2020-2021.